# Park Na-rae (comediante)
Park Na-rae (em coreano: 박나래; nascida em 25 de outubro de 1985) é uma comediante sul-coreana, contratada pela JDB Entertainment.

## Infância e educação
Quando adolescente, Park frequentou a Anyang Arts High School. Depois de se formar com sucesso na Anyang Arts High School, ela passou a estudar na Sangmyung University.

## Carreira
Em 2006, Park fez sua estreia no Gag Concert como uma comediante, após uma audição com sucesso para a 21ª turma de comediantes.
Em 2018, Park publicou um livro intitulado "Welcome to Narae Bar". No mesmo ano, ela foi eleita a segunda colocada no prêmio "Comedian Of The Year".
Em 2019, Park lançou um stand-up especial de comédia da Netflix chamado "Park Na-rae: Glamour Warning", tornando-se a primeira comediante coreana a fazê-lo. Park também sediou o SBS Entertainment Awards daquele ano ao lado dos co-apresentadores Kim Seong-joo e Jo Jeong-sik.
Park foi convidado a participar do próximo "Netflix Is A Joke Fest", que acontecerá de 27 de abril de 2020 a 3 de maio de 2020 no The Wiltern Theatre em Koreatown.

## Vida pessoal
Park tem interesse em bartender e sempre incluiu um bar privado no projeto de suas casas, chamando-o de Narae Bar. Além de sua carreira como comediante, ela também é DJ.
Em 2018, antes das eleições locais sul-coreanas e das eleições parciais sul-coreanas, Park participou da campanha "613 Vote and Laugh" (em coreano: 613 투표 하고 웃자), junto com outros comediantes como Yoo Jae-suk, Kang Ho -dong e Shin Dong-yup, encorajando o público sul-coreano a usar seu voto nas eleições.

## Filmografia

### Séries de televisão
| Ano  | Título                          | Rede | Função                           | Notas                              |
| ---- | ------------------------------- | ---- | -------------------------------- | ---------------------------------- |
| 2014 | Plus Nine Boys                  | tvN  | Comediante                       | Breve aparição                     |
| 2014 | Modern Farmer                   | SBS  |                                  | Aparição especial/pequena aparição |
| 2015 | Misaengmul                      | tvN  | Shin Da-eun                      | Personagem coadjuvante             |
| 2016 | The Sound Of Your Heart         | KBS2 | Park Na-rae                      | Aparição especial/pequena aparição |
| 2017 | The Rebel                       | MBC  |                                  | Aparição especial/pequena aparição |
| 2018 | What's Wrong with Secretary Kim | tvN  | Diabo no ombro de Lee Young-joon | Voz                                |

### Programas de variedades
| Ano             | Título                             | Rede        | Função                                                                 | Episódio          |
| --------------- | ---------------------------------- | ----------- | ---------------------------------------------------------------------- | ----------------- |
| 2006-2012       | Gag Concert                        | KBS2        | Membro do elenco                                                       |                   |
| 2012–present    | Comedy Big League                  | tvN         | Membro do elenco                                                       | Temporada 3, 4, 5 |
| 2015            | My Little Television               | MBC         | Membro do elenco com Jang Do-yeon                                      | 27–28             |
| 2015            | I Can See Your Voice               | Mnet, tvN   | Equipe de detetives surdos                                             | 3                 |
| 2015–2016       | Same Bed, Different Dreams         | SBS         | Painelista                                                             | 27, 29, 45        |
| 2015–2016       | Vitamin                            | KBS2        | Painelista fixo                                                        | 606–626           |
| 2016            | Hit the Stage                      | Mnet        | Painelista                                                             | 1–10              |
| 2016            | Singing Battle – Victory           | KBS2        | Participante da equipe Kangta (2º jogo) e Equipe Jo Gyu-chan (3º jogo) | 2–5               |
| 2016 – presente | Video Star                         | MBC Every 1 | Co-apresentadora com Kim Sook, Park So-hyun e Jun Hyo-seong            |                   |
| 2017            | Battle Trip                        | KBS2        | Concorrente com Jang Do-yeon                                           | 35–36             |
| 2017            | Battle Trip                        | KBS2        | Concorrente com Lee Guk-joo                                            | 63–64             |
| 2017            | Oppa Thinking                      | MBC         | Estagiária                                                             | 7                 |
| 2017–presente   | I Live Alone                       | MBC         | Membro do elenco                                                       | 174 – presente    |
| 2017–2019       | Salty Tour                         | tvN         | Membro do elenco                                                       | 1–69              |
| 2018            | Two Yoo Project Sugar Man Season 2 | JTBC        | Membro da equipe da equipe Yoo Hee-yeol                                | 1–19              |
| 2018            | Can Love Be Translated?            | XtvN        | Painelista                                                             |                   |
| 2018            | Cook Everything School             | O'live      | Membro do elenco                                                       |                   |
| 2018            | My Mad Beauty 2                    | JTBC        | Hospedeira                                                             | Temporada 2       |
| 2018–presente   | Amazing Saturday                   | tvN         | Membro do elenco                                                       | 1 - presente      |
| 2018–presente   | Sound of Grazing Grass             | tvN         | Membro do elenco                                                       |                   |
| 2018–presente   | Taste of Dating                    | TV Chosun   | Hospedeira                                                             |                   |
| 2019–presente   | My Mad Beauty 3                    | JTBC        | Hospedeira                                                             | Temporada 3       |
| 2019            | The Ranksters                      | tvN         |                                                                        |                   |
| 2019            | Little Forest                      | SBS         | Membro do elenco                                                       |                   |
| 2019            | Tell Me                            | JTBC        |                                                                        |                   |
| 2019            | Park Na-rae: Glamour Warning       | Netflix     |                                                                        |                   |
| 2020            | League-of-love Coaching            | SBS         | Membro do elenco junto com Jang Do-yeon                                | 1–11              |
| 2020            | Gamsung Camping                    | JTBC        | Membro do elenco com Park So-dam, Ahn Young-mi, Son Na-eun, Solar      | 1 - presente      |
| 2020–present    | The House Detox                    | tvN         | Apresentadora com Shin Ae-ra, Yoon Kyun-sang                           | 1 - presente      |
| 2021            | Late Night Ghost Talk              | MBC         | MC com Kim Sook e Shin Dong-yup                                        |                   |

### Vídeo de música
| Ano  | Título        | Cantor(a)          |
| ---- | ------------- | ------------------ |
| 2014 | You're So Fly | BTOB               |
| 2019 | Silent Movie  | Yubin, Yoon Mi-rae |

## Prêmios e indicações
| Ano  | Prêmio                                       | Categoria                                              | Trabalho nomeado                      | Resultado | Ref.          |
| ---- | -------------------------------------------- | ------------------------------------------------------ | ------------------------------------- | --------- | ------------- |
| 2006 | 5th KBS Entertainment Awards                 | Best Newcomer Award for Comedy                         | Gag Concert, Comedy Club 2            | Indicado  |               |
| 2007 | 6th KBS Entertainment Awards                 | Best Newcomer Award for Comedy                         | Gag Concert, Comedy Club 2            | Indicado  |               |
| 2015 | MBC Entertainment Awards                     | Best Newcomer Award for Music / Talk Show              |                                       | Venceu    | [ 23 ]        |
| 2015 | 23rd Korean Culture and Entertainment Awards | Comedian Award                                         |                                       | Venceu    | [ 24 ]        |
| 2016 | 52nd Baeksang Arts Awards                    | Best Variety Performer - Female                        | Comedy Big League                     | Indicado  |               |
| 2016 | MBC Entertainment Awards                     | Excellence Award in Variety Show - Female              | I Live Alone, We Got Married Season 4 | Venceu    | [ 25 ]        |
| 2016 | tvN10 Awards                                 | Best Comedienne                                        | Comedy Big League                     | Indicado  | [ 26 ]        |
| 2016 | tvN10 Awards                                 | Made in tvN, Actress in Variety                        | Comedy Big League                     | Indicado  | [ 26 ]        |
| 2017 | 53rd Baeksang Arts Awards                    | Best Variety Performer – Female                        | I Live Alone                          | Venceu    | [ 27 ]        |
| 2017 | 2017 MBC Entertainment Awards                | Top Excellence Award in Variety - Female               | I Live Alone                          | Venceu    | [ 28 ]        |
| 2017 | 2017 MBC Entertainment Awards                | Best Couple Award (with Kian84)                        | I Live Alone                          | Venceu    | [ 28 ]        |
| 2017 | 2017 MBC Entertainment Awards                | Grand Prize (Daesang)                                  | I Live Alone                          | Indicado  | [ 28 ]        |
| 2017 | 2017 SBS Entertainment Awards                | Mobile Icon Award                                      | Copy and Paste Show                   | Venceu    | [ 29 ]        |
| 2018 | 54th Baeksang Arts Awards                    | Best Variety Performer – Female                        | I Live Alone                          | Indicado  | [ 30 ]        |
| 2018 | 45th ko                                      | Comedian Award                                         | I Live Alone                          | Venceu    | [ 31 ] [ 32 ] |
| 2018 | 24th Korean Popular Culture & Arts Awards    | Minister of Culture, Sports and Tourism's Commendation | —                                     | Venceu    | [ 33 ]        |
| 2018 | 2018 MBC Entertainment Awards                | Grand Prize (Daesang)                                  | I Live Alone                          | Indicado  | [ 34 ]        |
| 2018 | 2018 MBC Entertainment Awards                | Entertainer of the Year                                | I Live Alone                          | Venceu    | [ 34 ]        |
| 2018 | 2018 MBC Entertainment Awards                | Best Couple Award (with Kian84)                        | I Live Alone                          | Indicado  | [ 34 ]        |
| 2018 | 2018 MBC Entertainment Awards                | Best Couple Award (with Kim Choong-jae)                | I Live Alone                          | Indicado  | [ 34 ]        |
| 2019 | 2019 SBS Entertainment Awards                | SNS Star Award                                         | Little Forest                         | Venceu    | [ 35 ]        |
| 2019 | 2019 MBC Entertainment Awards                | Grand Prize (Daesang)                                  | I Live Alone                          | Venceu    | [ 36 ]        |
| 2020 | 56th Baeksang Arts Awards                    | Best Variety Performer – Female                        | I Live Alone                          | Venceu    | [ 37 ]        |
| 2020 | 14th SBS Entertainment Awards                | Hot Star Award – TV Category                           | ko                                    | Venceu    | [ 38 ]        |
| 2020 | 18th KBS Entertainment Awards                | Top Excellence Award in Show/Variety Category          | Stand Up                              | Indicado  |               |
| 2020 | 20th MBC Entertainment Awards                | Grand Prize (Daesang)                                  | I Live Alone                          | Indicado  | [ 39 ]        |
| 2020 | 20th MBC Entertainment Awards                | Digital Content Awards with Hwasa and Han Hye-jin      | I Live Alone                          | Venceu    | [ 40 ]        |